# Greenstead
Greenstead was een plaats en voormalig civil parish in het bestuurlijke gebied Colchester, in het Engelse graafschap Essex. In 1870-72 lag het dorp aan de River Colne nog 1 mijl van Colchester en telde het dorp 789 inwoners. Tegenwoordig is Greenstead een wijk in Colchester. 
Greenstead komt in het Domesday Book (1086) voor als 'Grenesteda'.